# Oscar Schenström
Carl Magnus Oscar Schenström (i riksdagen kallad Schenström i Köping), född 16 februari 1813 i Köpings socken, död 19 februari 1900 i Köping, var en svensk borgmästare och politiker. Han var son till borgmästaren och riksdagsmannen Jonas Petter Schenström och far till häradshövdingen och riksdagsmannen Maximilian Schenström.
Oscar Schenström avlade examen till rättegångsverken vid Uppsala universitet 1838 och blev rådman i hemstaden Köping år 1842, därefter stadens borgmästare 1853. Han hade ett antal inflytelserika uppdrag i staden, bland annat som styrelseordförande för Köpings sparbank 1852–1900 och ordförande i stadens byggnadsnämnd och hälsovårdsnämnd. Han var även landstingsman i Västmanlands läns landsting 1863–1869, 1871–1878 och 1890–1893.
Han representerade borgarståndet i Köping, Eskilstuna stad och Lindesbergs stad vid riksdagen 1853/54, Köping, Skara stad och Säters stad år 1856/58 och Köping, Eskilstuna och Nora stad år 1862/63. Han var även riksdagsledamot 1882–1887 (första riksmötet) i andra kammaren för Västerås och Köpings valkrets. Vid riksdagen 1882 tillhörde han centern, men därefter var han partilös.